# 昆支
昆支（5世纪—477年），百济王子，毗有王的儿子，盖卤王的兄弟。
文周王三年（477年）四月，文周王拜王叔昆支爲內臣佐平，長子三斤爲太子。七月，內臣佐平昆支去世。480年，三斤王去世后，昆支的儿子牟大即位，就是百济東城王。